# Dimityr Dimow (piłkarz)
Dimityr Takow Dimow (bułg. Димитър Таков Димов, ur. 13 grudnia 1937 w Płowdiwie) – piłkarz bułgarski grający na pozycji obrońcy. W swojej karierze rozegrał 8 meczów w reprezentacji Bułgarii.

## Kariera klubowa
W swojej karierze piłkarskiej Dimow grał w klubie Spartak Płowdiw.

## Kariera reprezentacyjna
W reprezentacji Bułgarii Dimow zadebiutował 6 grudnia 1959 roku w wygranym 2:1 towarzyskim spotkaniu z Danią. W 1962 roku został powołany do kadry Bułgarii na mistrzostwa świata w Chile. Zagrał na nich w jednym meczu, z Anglią (0:0). Od 1959 do 1962 roku rozegrał w kadrze narodowej 8 meczów.
| Mecze i gole w reprezentacji | Mecze i gole w reprezentacji | Mecze i gole w reprezentacji | Mecze i gole w reprezentacji | Mecze i gole w reprezentacji | Mecze i gole w reprezentacji | Mecze i gole w reprezentacji |
| #                            | Data                         | Stadion                      | Rywal                        | Wynik                        | Gol                          | Rozgrywki                    |
| 1959                         | 1959                         | 1959                         | 1959                         | 1959                         | 1959                         | 1959                         |
| ---------------------------- | ---------------------------- | ---------------------------- | ---------------------------- | ---------------------------- | ---------------------------- | ---------------------------- |
| 1.                           | 06.12.1959                   | Sofia, Bułgaria              | Dania                        | 2:1                          | 0                            | towarzyski                   |
| 1961                         |                              |                              |                              |                              |                              |                              |
| 2.                           | 12.11.1961                   | Sofia, Bułgaria              | Francja                      | 1:0                          | 0                            | el. MŚ 1962                  |
| 3.                           | 16.12.1961                   | Mediolan, Włochy             | Francja                      | 1:0                          | 0                            | el. MŚ 1962                  |
| 4.                           | 24.12.1961                   | Bruksela, Belgia             | Belgia                       | 0:4                          | 0                            | towarzyski                   |
| 1962                         |                              |                              |                              |                              |                              |                              |
| 5.                           | 06.05.1962                   | Wiedeń, Austria              | Austria                      | 0:2                          | 0                            | towarzyski                   |
| 6.                           | 07.06.1962                   | Rancagua, Peru               | Anglia                       | 0:0                          | 0                            | MŚ 1962                      |
| 7.                           | 07.11.1962                   | Sofia, Bułgaria              | Portugalia                   | 3:1                          | 0                            | el. ME 1964                  |
| 8.                           | 16.12.1962                   | Lizbona, Portugalia          | Portugalia                   | 1:3                          | 0                            | el. ME 1964                  |